# Parafia Najświętszej Maryi Panny Nieustającej Pomocy w Bełchatowie
Parafia pw. Najświętszej Maryi Panny Nieustającej Pomocy w Bełchatowie-Osiedlu Olsztyńskim – parafia rzymskokatolicka znajdująca się w archidiecezji łódzkiej w dekanacie bełchatowskim.
Jest najmłodszą parafią w Bełchatowie, mieści się na Osiedlu Olsztyńskim, przy ulicy księdza Jerzego Popiełuszki.

## Proboszczowie
- ks. Antoni Pietras (1 września 2007 – 13 listopada 2020)[2]
- ks. Mariusz Kuligowski (od 6 grudnia 2020)[2]